# New Holland (Illinois)
New Holland is een plaats (village) in de Amerikaanse staat Illinois, en valt bestuurlijk gezien onder Logan County.

## Demografie
Bij de volkstelling in 2000 werd het aantal inwoners vastgesteld op 318. In 2006 is het aantal inwoners door het United States Census Bureau geschat op 312, een daling van 6 (-1,9%).

## Geografie
Volgens het United States Census Bureau beslaat de plaats een oppervlakte van 0,7 km², geheel bestaande uit land. New Holland ligt op ongeveer 169 m boven zeeniveau.

## Plaatsen in de nabije omgeving
De onderstaande figuur toont nabijgelegen plaatsen in een straal van 16 km rond New Holland.